# Medaglia d'onore al valor militare
La medaglia d'onore al valor militare fu una medaglia di benemerenza creata nell'ambito dell'Impero austriaco.

## Storia
La medaglia d'onore al valor militare venne creata il 19 luglio 1789 dall'Imperatore Giuseppe II d'Asburgo-Lorena per ricompensare quanti si fossero distinti con onore sul campo di battaglia. Essa venne creata nella versione oro per gli ufficiali e argento per i sottufficiali. Nel 1809 venne ribattezzata "medaglia d'onore al valor militare", mentre precedentemente era conosciuta con il nome di "medaglia d'onore al coraggio".
La medaglia consiste in un cerchio di oro o argento di 40 mm di diametro sul cui diritto è rappresentata l'effigie del monarca regnante. Sul retro, tra una corona d'alloro, bandiere e stemmi, si trova l'iscrizione tedesca "DER TAPFERKEIT" ("Il coraggio"). Durante il regno dell'imperatore Carlo I la scritta venne sostituita con la parola latina "FORTITVDINI" ("Il valore").
Il 19 agosto 1848 l'Imperatore Ferdinando I, dispose che la medaglia d'argento al valor militare venisse suddivisa in due classi, la I e la II classe appunto. La II Classe era leggermente più piccola di diametro, raggiungendo infatti i 31 mm anziché i 40mm della I classe.
L'imperatore Francesco Giuseppe I il 14 febbraio 1915 istituì inoltre la medaglia di bronzo, anch'essa del diametro di 31 mm. che venne perlopiù concessa ai soldati appartenenti agli eserciti alleati con l'Austria durante la prima guerra mondiale.
Il 29 novembre 1915 vennero introdotte delle distinzioni specifiche per quanti avessero ottenuto più volte la decorazione attraverso l'apposizione di un fermaglio apposito sino ad un massimo di 4 volte per medaglia.
Durante la Prima guerra mondiale nell’Impero austro-ungarico furono assegnati 1,7 milioni medaglie al valore, solo la medaglia di bronzo fu concessa 1,2 milioni di volte. La medaglia d'oro fu assegnata in 4.661 casi di cui 4.316 volte a sottufficiali, graduati e militari di truppa nonché in 345 casi a ufficiali. Concessioni multipli erano frequenti. A due piloti dell'Aviazione imperiale regia, le k.u.k. Luftfahrtruppen, Julius Arigi e Kurt Gruber la medaglia d'oro fu concessa quattro volte.

## Gradi (versione di Francesco Giuseppe)
| Medaglie                                     | Medaglie                                                                               | Medaglie                                                               |
| -------------------------------------------- | -------------------------------------------------------------------------------------- | ---------------------------------------------------------------------- |
|                                              |                                                                                        |                                                                        |
| Gradi                                        |                                                                                        |                                                                        |
| Medaglia d'onore al valor militare in bronzo | Medaglia d'onore al valor militare di I classe in argento - verso (versione 1866-1917) | Medaglia d'onore al valor militare in oro - verso (versione 1866-1917) |

## Versioni
- 1789-1792: Ritratto di Giuseppe II (oro, argento)
- 1792-1804: Ritratto di Francesco I (oro, argento)
- 1804-1839: Ritratto di Francesco II (oro, argento)
- 1839-1849: Ritratto di Ferdinando (oro, argento prima e seconda classe)
- 1849-1859: Ritratto di Francesco Giuseppe I (volto a sinistra, senza barba) (oro, argento prima e seconda classe)
- 1859-1866: Ritratto di Francesco Giuseppe I (volto a sinistra, con poca barba) (oro, argento prima e seconda classe)
- 1866-1914: Ritratto di Francesco Giuseppe I (volto a destra, con barba) (oro, argento prima e seconda classe)
- 1914-1917: Ritratto di Francesco Giuseppe I (volto a destra, con barba) (oro, argento prima e seconda classe, bronzo)
- 1917-1918: Ritratto di Carlo I (oro, argento prima e seconda classe, bronzo)

Nota: la medaglia non venne conferita durante il breve regno dell'Imperatore Leopoldo II (1790-1792).

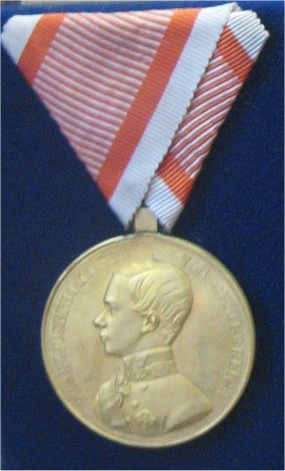
Versione in oro in uso dal 1848 al 1859
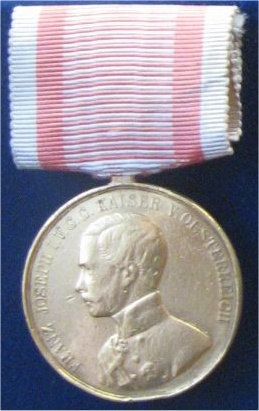
Versione in oro in uso dal 1859 al 1866
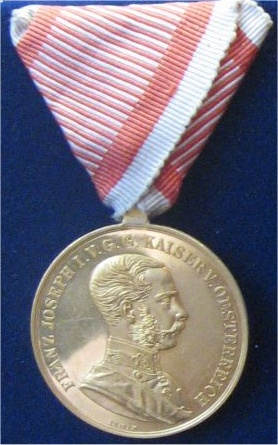
Versione in oro in uso dal 1866 al 1917